# Järn(III)oxid

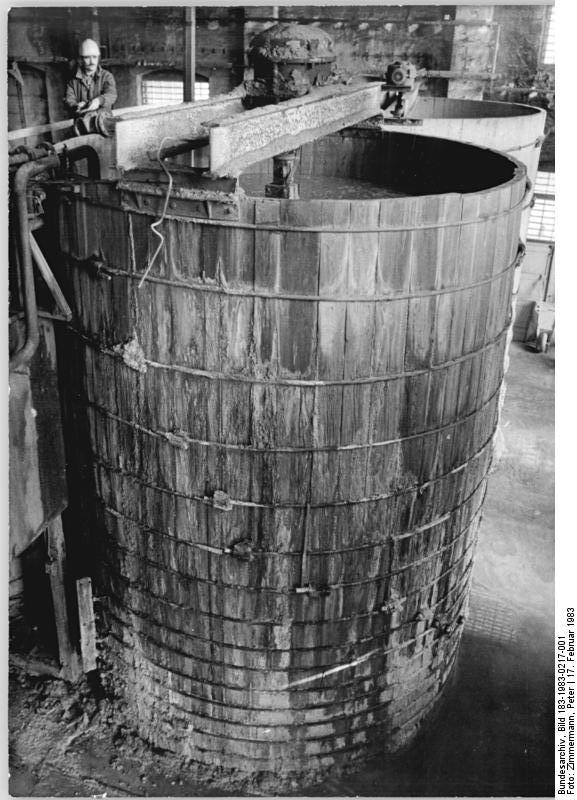
Tillverkning av guldockra i VEB Kali-Chemies fabrik i Berlin.

järn(III)oxid, eller dijärntrioxid och folkligt rödrost, är en av flera järnoxider. Dijärntrioxid har den kemiska formeln Fe2O3. Den förekommer naturligt i flera olika mineraler, framför allt hematit (α-Fe2O3), ferrihydrit (5Fe2O3·9H2O) och maghemit (γ-Fe2O3).

## Egenskaper

### α-form
Alfa-formen är den vanligaste formen av dijärnoxid och är också den som finns i hematit. Den är antiferromagnetisk upp till ca -13 °C och svagt ferromagnetisk upp till 677 °C (Néel temperaturen).
Vid temperaturer över 1550 °C sönderfaller den till Fe3O4 och syrgas.

### β-form
Beta-formen är metastabil och konverterar till α-form om den upphettas till 500 °C.

### γ-form
Även gamma-formen är metastabil och konverterar till α-form eller ε-form om den upphettas. Den är ferrimagnetisk och är den form som återfinns i mineralet maghemit.

### ε-form
Epsilon-formen har egenskaper som ligger mellan α- och γ-form. Den är metastabil och konverterar till α-form vid 500 – 750 °C. Den uppträder inte i ren form, utan endast tillsammans med α- och γ-former.

## Användning
- Mineraler av dijärnoxid är det viktigaste råmaterialet för framställning av järn och stål.
- Ämnet används ofta för magnetlagring som till exempel i disketter och hårddiskar.
- Inom guldsmide används ämnet för polering.
- Blandat med aluminium bildar det en blandning som kallas termit som används för svetsning och i brandbomber.
- Ämnet används även som pigment. Färgen kan variera mellan brunt (γ-Fe2O3), rött (α-Fe2O3, även kallat rödockra) och gult (Fe2O3·H2O, även kallad guldockra). Den röda färgen i falu rödfärg kommer från α-Fe2O3.
- Ämnet kan användas som katalysator i raketbränsle, till exempel i sockerraketer som består av kaliumnitrat och sackaros, men även i blandningar som används i NASAs hjälp-raketer.